# Echymipera rufescens
Echymipera rufescens is een buideldas uit het geslacht Echymipera. De wetenschappelijke naam van de soort werd voor het eerst geldig gepubliceerd door Peters & Doria in 1875.

## Kenmerken
E. rufescens is een donkere buideldas met een lange snuit, een korte, bijna onbehaarde staart en onbehaarde hielen. De bovenkant van het lichaam is grijsbruin, de onderkant vuilwit. De staart is van boven donkerbruin en van onderen geelbruin. De kop-romplengte bedraagt in Australië 300 tot 400 mm, de staartlengte 80 tot 100 mm en het gewicht 600 tot 2000 g. Bij Nieuw-Guinese exemplaren bedraagt de kop-romplengte 410 tot 545 mm, de staartlengte 84 tot 115 mm, de achtervoetlengte 63 tot 83 mm en de oorlengte 29 tot 40 mm.

## Verspreiding
Deze soort komt voor op Nieuw-Guinea, de nabijgelegen eilanden Aru-eilanden, Fergusson, Goodenough, Japen, Kai-eilanden, Misool en Normanby en aan de oostkant van het Kaap York-schiereiland (Noordoost-Australië). Deze allesetende soort is 's nachts actief en leeft op de grond.

## Ondersoorten
De soort heeft de volgende ondersoorten:
- Echymipera rufescens rufescens (Peters & Doria, 1875) – komt voor in Nieuw-Guinea
- Echymipera rufescens australis Tate, 1948 – komt voor op het Kaap York-schiereiland in Australië.

De taxonomie van deze soort is nog onduidelijk. Een ondersoort van de verwante kortstaartbuideldas, E. kalubu cockerelli (Ramsay, 1877) uit de Bismarck-archipel, is genetisch nauwer verwant aan E. rufescens dan aan de kortstaartbuideldas. De Australische dieren, die tot nu toe slechts als een ondersoort, E. r. australis Tate, 1948, werden gezien, zijn veel kleiner dan hun Nieuw-Guinese soortgenoten. De populatie op de D'Entrecasteaux-eilanden (Fergusson, Goodenough en Normanby) lijkt in een aantal punten op E. davidi en behoort mogelijk niet tot E. rufescens. De populaties op de Kai- en Aru-eilanden vertegenwoordigen mogelijk aparte ondersoorten.